# 2010 (film)
2010 (engelska: 2010: The Year We Make Contact) är en amerikansk science fiction-film från 1984 baserad på Arthur C. Clarkes roman 2010 – Andra rymdodyssén. Den är uppföljare till 2001 – Ett rymdäventyr. Filmen hade biopremiär i USA den 7 december 1984. Den svenska premiären var den 5 april 1985 med åldersgränsen 11 år.

## Handling
Nio år efter att Discovery försvann utan att man fick veta vad som hänt besättningen åker den ansvarige för färden, Dr. Heywood Floyd, med det sovjetiska rymdskeppet Alexei Leonov till Jupiter för att leta efter svaren. Med honom följer Dr. Chandra, mannen bakom datorn HAL 9000, anledningen till att Discoverys uppdrag misslyckades, för att reda ut problemen med datorn. Samtidigt på jorden råder oro mellan Sovjetunionen och USA.

## Om filmen
Filmen regisserades av Peter Hyams. Filmen vann Hugopriset 1985 för bästa dramatiska framställning. Den nominerades till fem Oscars och fick tre nomineringar till Saturnpriset.
Filmen spelades in i Magdalena, New Mexico, Socorro, New Mexico och Washington D.C.

## Rollista (urval)
| Roy Scheider      | – Heywood Floyd        |
| John Lithgow      | – Walter Curnow        |
| Helen Mirren      | – Tanya Kirbuk         |
| Bob Balaban       | – R Chandra            |
| Keir Dullea       | – Dave Bowman          |
| Douglas Rain      | – HAL 9000 (röst)      |
| Madolyn Smith     | – Caroline Floyd       |
| Saveliy Kramarov  | – Dr. Vladimir Rudenko |
| Taliesin Jaffe    | – Christopher Floyd    |
| James McEachin    | – Victor Milson        |
| Mary Jo Deschanel | – Betty Fernandez      |
| Dana Elcar        | – Dimitri Moiseyevich  |
| Candice Bergen    | – SAL 9000 (röst)      |

## Musik i filmen
- Also Sprach Zarathustra av Richard Strauss
- Lux Aeterna av György Ligeti

### Fotnoter
1. ↑  Svensk Filmdatabas, Svenska Filminstitutet, Svensk filmdatabas film-ID: 6933.[källa från Wikidata]
2. ↑  ”2010” (på engelska). Box Office Mojo. 18 april 2010. http://www.boxofficemojo.com/movies/?id=2010.htm. Läst 4 september 2016.
3. ↑  ”2010”. Svensk filmdatabas. 5 april 1985. http://sfi.se/sv/svensk-filmdatabas/Item/?type=MOVIE&itemId=6933. Läst 4 september 2016.